# Patrick Herrmann
Patrick Herrmann (Illingen, 12 febbraio 1991) è un ex calciatore tedesco, di ruolo centrocampista.

## Caratteristiche tecniche
Ha ricoperto il ruolo di ala destra, ma all'occorrenza poteva giocare anche sulla sinistra o come seconda punta.
Dotato di enorme velocità, era capace di effettuare ottime ed efficaci incursioni sulla fascia.

## Carriera

### Club
Nel 2008 entra nel settore giovanile del Borussia Mönchengladbach, per poi passare l'anno dopo nella seconda squadra dei Fohlen.
Nel corso della stagione 2009-2010 viene aggregato anche alla prima squadra del 'Gladbach, con cui esordisce il 16 gennaio 2010 nella sfida contro il Bochum, valevole per la diciottesima giornata di Bundesliga 2009-10. Il 1º maggio dello stesso anno segna anche il suo primo gol in massima serie, contro l'Hannover.
Il 18 dicembre 2011 firma l'1-0 che decide l'incontro sul Magonza, mentre il 21 gennaio 2012 sigla una doppietta contro il Bayern Monaco (partita che poi finirà 3-1 per il Borussia Mönchengladbach).
Il 21 agosto 2012 fa il suo esordio nelle coppe europee, prendendo parte alla doppia sfida valevole per i play off di Champions League tra il Gladbach e la Dinamo Kiev, da cui poi la sua squadra ne uscirà sconfitta per un punteggio totale di 4-3. Il 20 settembre 2012 fa il suo esordio anche in Europa Legue.
Nella stagione 2014-15 si conferma capocannoniere della sua squadra, realizzando tra Bundesliga, Coppa di Germania e Europa League ben 16 reti in 46 presenze complessive.
Il 25 aprile 2024 annuncia il proprio ritiro dal calcio giocato, dopo 16 anni trascorsi nelle trafile della squadra bianco-nero-verde.

### Nazionale
Hermann è entrato a far parte delle rose di tutte le principali nazionali di calcio tedesche, dalla Germania U-17 (con cui ha esordito nel 2007) fino alla nazionale maggiore, con cui ha disputato 2 partite nel 2015.

## Statistiche

### Presenze e reti nei club
Statistiche aggiornate al 18 maggio 2024.
| Stagione        | Squadra             | Campionato      | Campionato | Campionato | Coppe nazionali | Coppe nazionali | Coppe nazionali | Coppe continentali | Coppe continentali | Coppe continentali | Altre coppe | Altre coppe | Altre coppe | Totale | Totale |
| Stagione        | Squadra             | Comp.           | Pres.      | Reti       | Comp.           | Pres.           | Reti            | Comp.              | Pres.              | Reti               | Comp.       | Pres.       | Reti        | Pres.  | Reti   |
| --------------- | ------------------- | --------------- | ---------- | ---------- | --------------- | --------------- | --------------- | ------------------ | ------------------ | ------------------ | ----------- | ----------- | ----------- | ------ | ------ |
| 2009-2010       | Borussia M'gladbach | BL              | 13         | 1          | CG              | 0               | 0               | -                  | -                  | -                  | -           | -           | -           | 13     | 1      |
| 2010-2011       | Borussia M'gladbach | BL              | 24         | 3          | CG              | 2               | 0               | -                  | -                  | -                  | -           | -           | -           | 26     | 3      |
| 2011-2012       | Borussia M'gladbach | BL              | 27         | 6          | CG              | 5               | 0               | -                  | -                  | -                  | -           | -           | -           | 32     | 6      |
| 2012-2013       | Borussia M'gladbach | BL              | 32         | 6          | CG              | 2               | 0               | UCL+UEL            | 2+6                | 0                  | -           | -           | -           | 42     | 2      |
| 2013-2014       | Borussia M'gladbach | BL              | 34         | 6          | CG              | 1               | 0               | -                  | -                  | -                  | -           | -           | -           | 35     | 6      |
| 2014-2015       | Borussia M'gladbach | BL              | 32         | 11         | CG              | 4               | 1               | UEL                | 10                 | 4                  | -           | -           | -           | 46     | 16     |
| 2015-2016       | Borussia M'gladbach | BL              | 18         | 3          | CG              | 1               | 0               | UCL                | 1                  | 0                  | -           | -           | -           | 20     | 3      |
| 2016-2017       | Borussia M'gladbach | BL              | 18         | 1          | CG              | 5               | 0               | UCL+UEL            | 4+4                | 0                  | -           | -           | -           | 31     | 1      |
| 2017-2018       | Borussia M'gladbach | BL              | 23         | 0          | CG              | 3               | 0               | -                  | -                  | -                  | -           | -           | -           | 26     | 0      |
| 2018-2019       | Borussia M'gladbach | BL              | 24         | 3          | CG              | 2               | 0               | -                  | -                  | -                  | -           | -           | -           | 26     | 3      |
| 2019-2020       | Borussia M'gladbach | BL              | 27         | 6          | CG              | 1               | 0               | UEL                | 5                  | 1                  | -           | -           | -           | 33     | 7      |
| 2020-2021       | Borussia M'gladbach | BL              | 27         | 0          | CG              | 2               | 3               | UCL                | 4                  | 0                  | -           | -           | -           | 33     | 3      |
| 2021-2022       | Borussia M'gladbach | BL              | 23         | 0          | CG              | 3               | 0               | -                  | -                  | -                  | -           | -           | -           | 26     | 0      |
| 2022-2023       | Borussia M'gladbach | BL              | 21         | 1          | CG              | 2               | 0               | -                  | -                  | -                  | -           | -           | -           | 23     | 1      |
| 2023-2024       | Borussia M'gladbach | BL              | 8          | 0          | CG              | 0               | 0               | -                  | -                  | -                  | -           | -           | -           | 8      | 0      |
| Totale carriera | Totale carriera     | Totale carriera | 351        | 47         |                 | 33              | 4               |                    | 36                 | 5                  |             | -           | -           | 420    | 56     |

### Cronologia presenze e reti in nazionale
| Cronologia completa delle presenze e delle reti in nazionale ― Germania | Cronologia completa delle presenze e delle reti in nazionale ― Germania | Cronologia completa delle presenze e delle reti in nazionale ― Germania | Cronologia completa delle presenze e delle reti in nazionale ― Germania | Cronologia completa delle presenze e delle reti in nazionale ― Germania | Cronologia completa delle presenze e delle reti in nazionale ― Germania | Cronologia completa delle presenze e delle reti in nazionale ― Germania | Cronologia completa delle presenze e delle reti in nazionale ― Germania |
| Data                                                                    | Città                                                                   | In casa                                                                 | Risultato                                                               | Ospiti                                                                  | Competizione                                                            | Reti                                                                    | Note                                                                    |
| ----------------------------------------------------------------------- | ----------------------------------------------------------------------- | ----------------------------------------------------------------------- | ----------------------------------------------------------------------- | ----------------------------------------------------------------------- | ----------------------------------------------------------------------- | ----------------------------------------------------------------------- | ----------------------------------------------------------------------- |
| 10-6-2015                                                               | Colonia                                                                 | Germania                                                                | 1 – 2                                                                   | Stati Uniti                                                             | Amichevole                                                              | -                                                                       | 73’                                                                     |
| 13-6-2015                                                               | Faro                                                                    | Gibilterra                                                              | 0 – 7                                                                   | Germania                                                                | Qual. Euro 2016                                                         | -                                                                       | 56’                                                                     |
| Totale                                                                  |                                                                         | Presenze                                                                | 2                                                                       |                                                                         | Reti                                                                    | 0                                                                       |                                                                         |